# 横浜港駅
横浜港駅（よこはまみなとえき）は、神奈川県横浜市中区新港町に所在していた日本国有鉄道（国鉄）東海道本線貨物支線（通称横浜臨港線）の鉄道駅である。

## 歴史

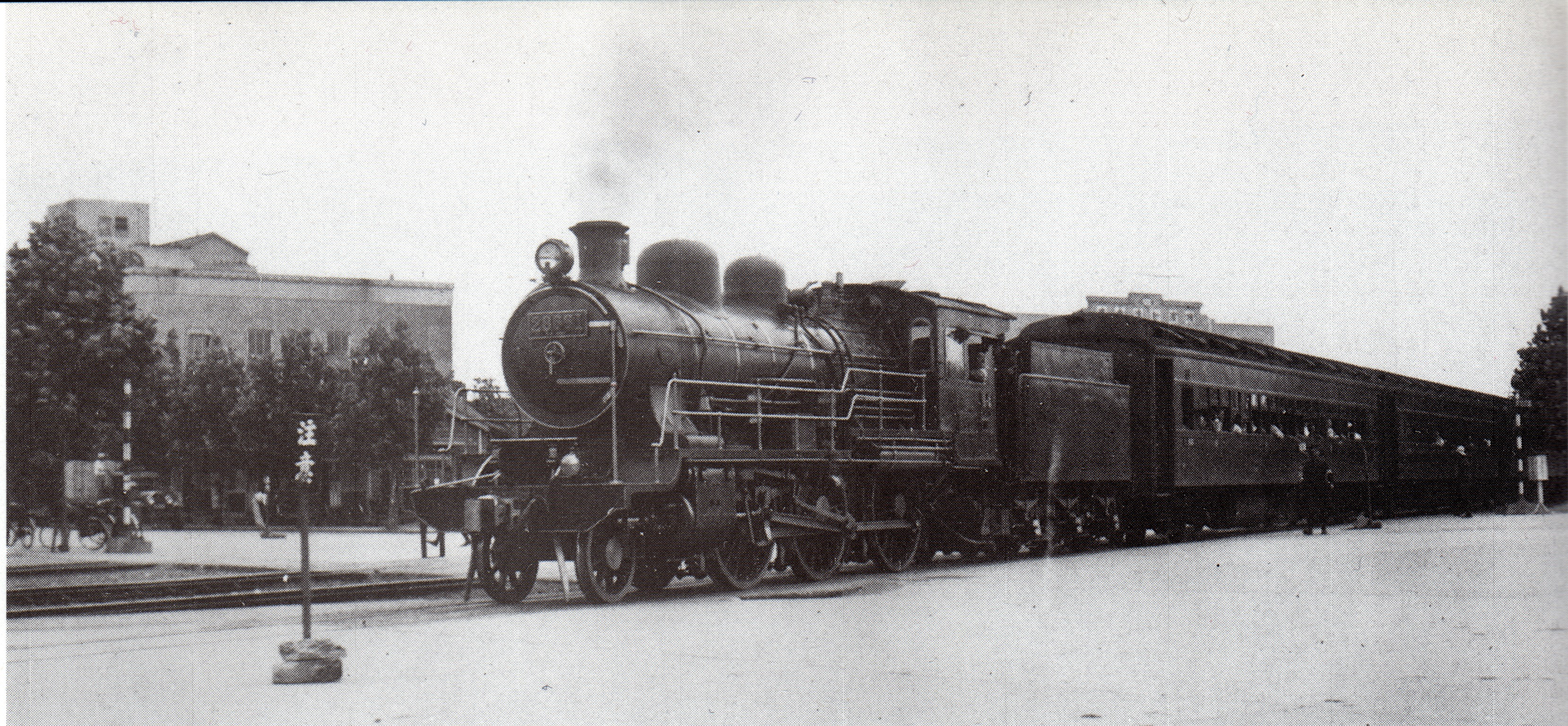
横浜港駅を東京駅へ向けて出発するボート・トレイン

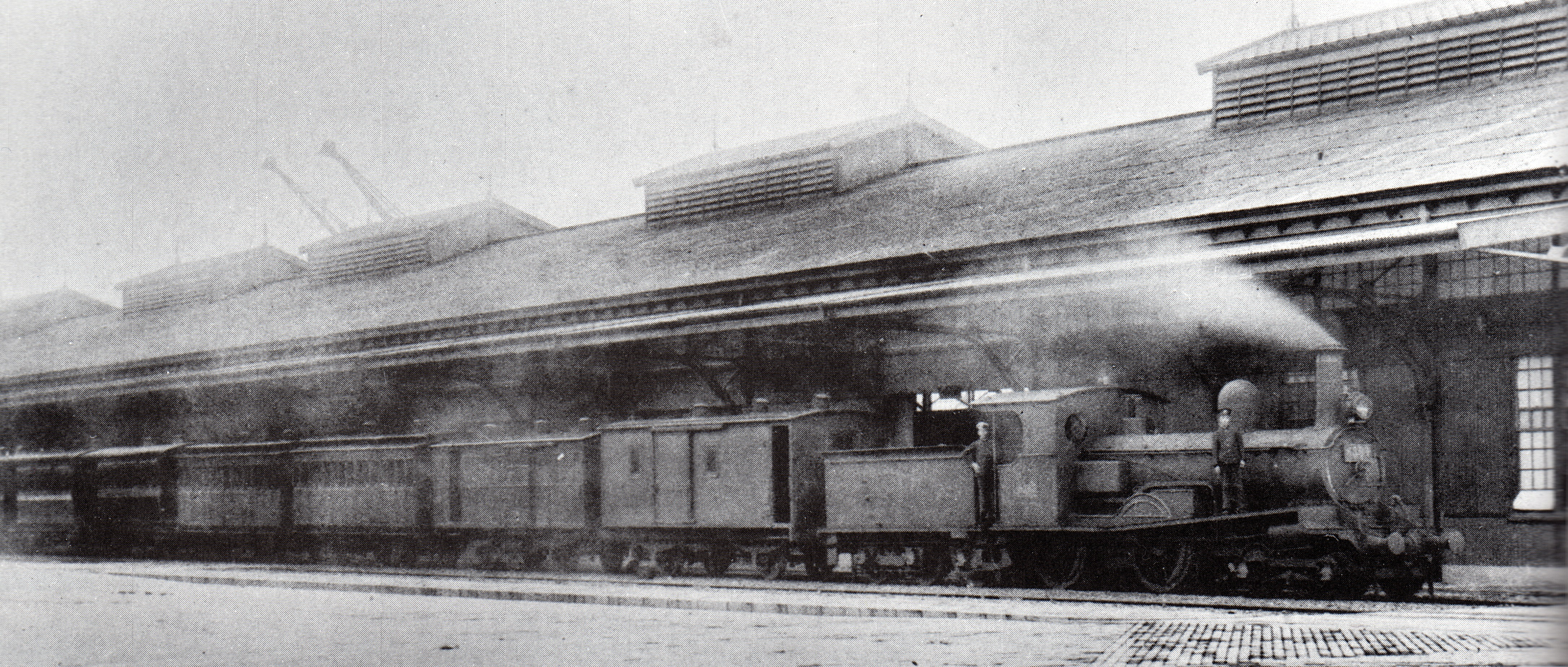
横浜港駅に入線した6350形蒸気機関車牽引の列車

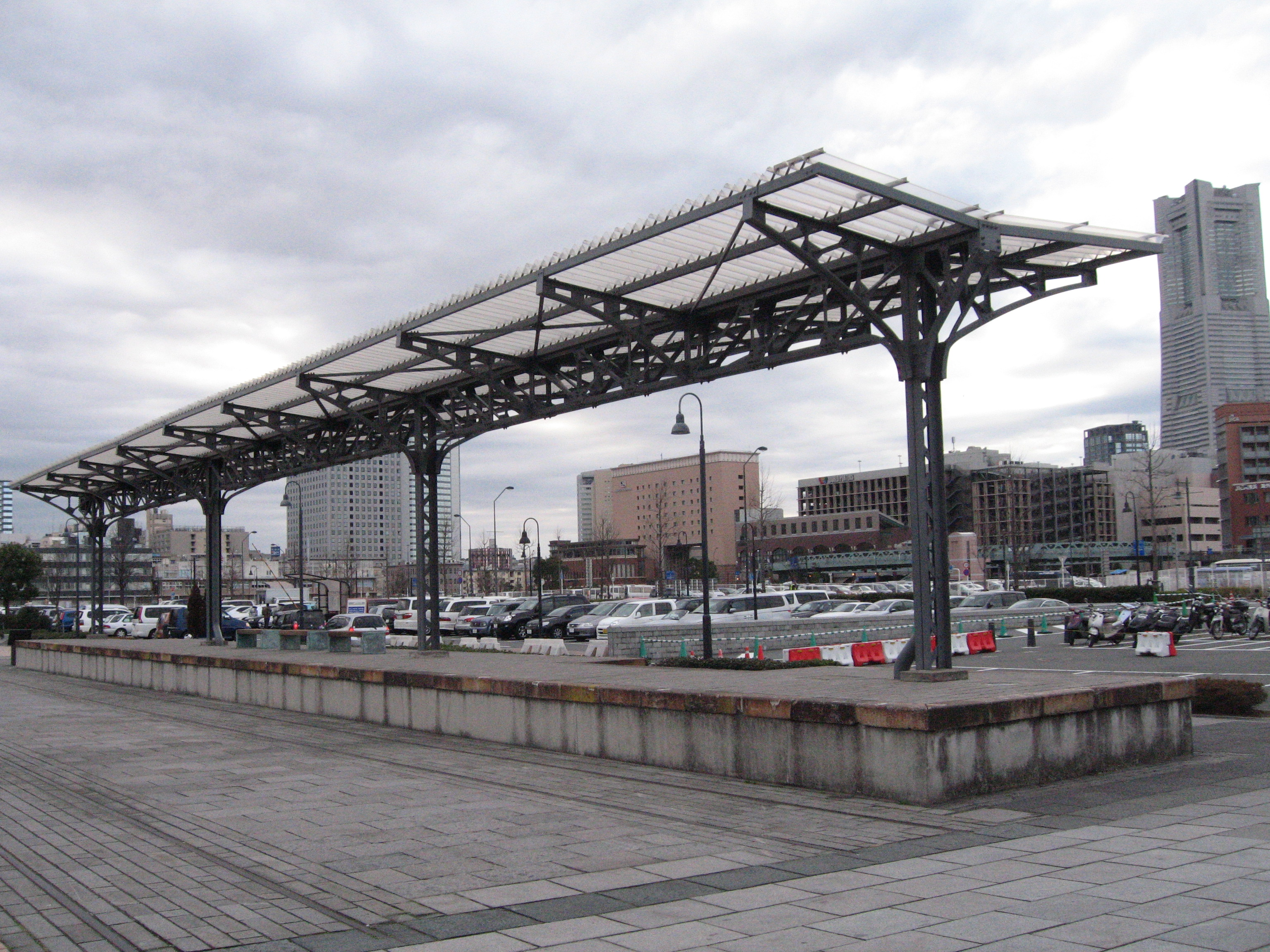
赤レンガパークに復元・保存された横浜港駅の旅客ホーム、位置はそのままで長さを短縮したうえで、新しい鉄骨屋根を取り付けてある

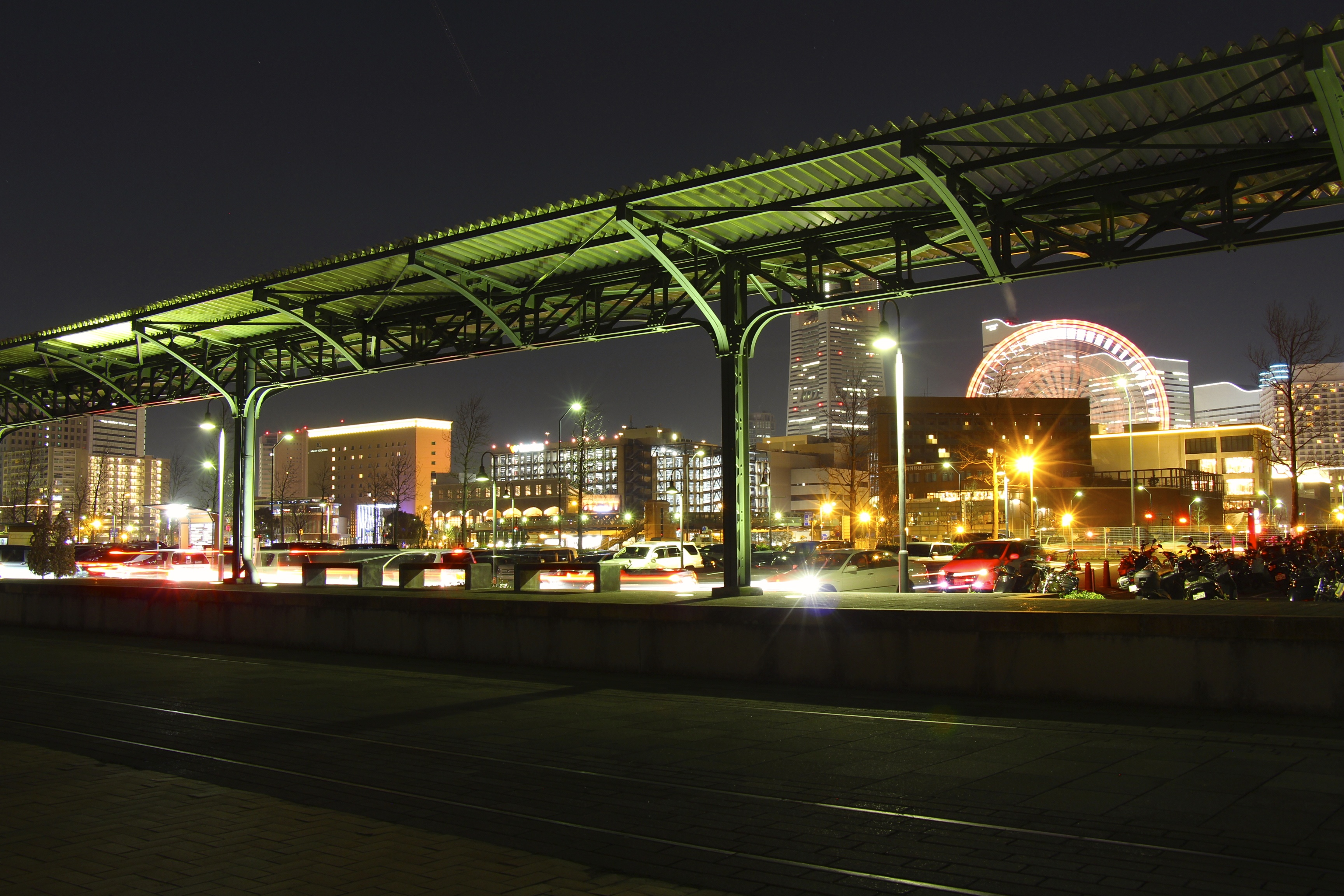
横浜港駅の旅客ホーム跡（夜景）

横浜港では、幕末の開港以来順次埠頭の整備を進めてきたが、西波止場・大桟橋・東波止場の整備でもなお艀を経由した荷扱いを解消するに至っていなかった。このためさらなる拡張が計画され、西波止場よりも西側に埋め立てを行って新港埠頭を増設する工事に1899年（明治32年）5月に着手された。この埠頭は、1914年（大正3年）に完成した。この埠頭へ、初代横浜駅（1915年に桜木町駅に改称）から臨港鉄道を乗り入れる工事も行われた。大岡川の河口沖合に2つの細長い人工島を造成し、その間に橋を架けて新港埠頭のある人工島へ乗り入れる構造とされた。また新港埠頭からさらに新港橋梁を渡って本土側へ線路が延長され、横浜税関構内まで伸びる構造となっていた。
新港埠頭内の線路の敷設工事は、1908年（明治41年）6月から1914年（大正3年）3月までかけて実施された。横浜駅から新港埠頭への線路は複線で敷設されており、そのまま新港埠頭中央付近まで延長されて、各岸壁や倉庫の前まで分岐して引き込まれる構造となっていた。60ポンドレールを使用し、橋との連絡などで必要な個所以外は水平で、最小曲線半径は4.5チェーン（約90m）、分岐器は8番もしくは10番を使用していた。構内に敷設された線路の総延長は740チェーン91リンク（約14,900m、橋梁上を含まない）、転轍器91組、クロッシング85組、シーサスクロッシング2組、ダブルスリップスイッチ1組、ダイヤモンドクロッシング11組、車止9か所、車輪止め33か所が設置されていた。さらに貨車用の15フィート転車台（ターンテーブル）11台、12フィート転車台2台、トラバーサー3台、計重台6台が設置されていた。また鉄道用の線路以外に、クレーンを動かすための線路も敷設されていた。クレーン用の線路を含めない総工費は、215,292.059円であった。
この設備が初めて使用されたのは、台風によって東海道本線が不通になったことにより名古屋・清水から臨時に手配した船舶を横浜港新港埠頭まで運航した時に、仮設した横浜埠頭の駅から横浜駅まで乗客を輸送した際で、1910年（明治43年）8月15日であった。しかし実際に貨物輸送に使用されるには時間がかかり、貨物の試験輸送などを行ったうえで正式には1911年（明治44年）9月1日に横浜港荷扱所として開設された。しかし貨物列車の運行にはつきものの入換作業を行う操車場を埠頭内に建設する余地がなく、横浜駅で入換を行うこととして開業したが、実際には横浜駅でも操車場を増設する余地はなかった。このため後に高島駅が開設されて、これにより本格的に海陸連絡設備としての供用が開始された。
1915年（大正4年）8月15日に、それまでスイッチバック式であった横浜駅を通過式に改良するために、2代目の位置に横浜駅が開設され、初代横浜駅は桜木町駅に改称した。さらにその後の改良工事により、同年12月30日に桜木町駅のうち貨物取扱設備が分離されて東横浜駅として独立した。この結果、横浜港駅は東横浜駅から延長した先にある駅となった。
その後、1920年（大正9年）7月23日付で正式に駅となり、横浜港駅となった。この際に新港埠頭4号岸壁の脇に旅客用のプラットホームが設置され、日本郵船および東洋汽船のサンフランシスコ航路出航日に合わせて乗船客と見送り客を輸送するために、東京駅からのボート・トレインが2往復運転されるようになった。4号岸壁には、1914年（大正3年）に外国航路用の建物が建てられていたが、これは関東大震災で倒壊し、1927年（昭和2年）に全長170mの四号上屋として再建された。2階に旅客待合室、食堂、貴賓室、携帯品検査所、1階に貨物置場、旅行荷物検査所、貴重品置き場などが設けられ、この上屋に面して横浜港駅のプラットホームが設置されていた。
第二次世界大戦勃発後は対米航路の運航が中止となった。大戦前の最後のボート・トレインの運行は明らかでないが、最後の対米航路出航が1941年（昭和16年）7月18日の浅間丸であることから、この日ではないかとされている。開戦後は、1942年（昭和17年）4月1日から海軍関連専門の駅として使用された。大戦末期には横浜市は繰り返し空襲を受けたが、横浜港駅は信号扱所を焼失した程度で、駅本屋や構内の線路は無事であった。
第二次世界大戦後は連合国軍が進駐を開始し、横浜港駅を含む新港埠頭は接収されて、進駐軍専用に使用された。アメリカ本土から船舶で輸送されてきた大量の補給物資が陸揚げされて山積みされていたとされる。埠頭にある倉庫群も接収され、常温倉庫には缶詰類、冷凍倉庫には冷凍食品などが大量に保管されて、横浜港駅から冷蔵車などで発送された。朝鮮戦争に際しては、戦死者の遺体収容庫としても使用されていた。1956年（昭和31年）5月10日に埠頭返還書に調印され、日本側による使用が再開された。
第二次世界大戦後、対米航路の運航が再開され、新港埠頭の返還により横浜港駅へのボート・トレインの運行も再開された。大戦後最初のボート・トレインは、1957年（昭和32年）8月28日の氷川丸出航に合わせたものであった。しかし海外旅行は、飛行機の時代に急速に移り変わっていき、1960年（昭和35年）8月27日の氷川丸出航に合わせて運行されたボート・トレインをもって、運行が終了となった。
1965年（昭和40年）7月1日に、横浜港駅からさらに延長して山下埠頭駅までの路線が開通した。この路線は1958年（昭和33年）の山下埠頭の完成に伴って計画されたものであったが、経路がどうしても山下公園を通らざるを得ないところから、景観上の問題があるとして反対運動を受けて開通が遅れていた。山下公園のもっとも山側を高架線で通過し、景観に配慮してラーメン・ゲルバー構造の高架橋を建設することで、ようやく開通した。しかし、既に貨物輸送はトラックに移り変わっていく時代であり、遅すぎる開業となった。
輸送が次第にトラックに移り変わっていくとともに、港湾の荷役も、それまでの雑多な貨物を一手に引き受ける埠頭から、物資別の専用埠頭に移り変わっていくことになり、また鉄道貨物輸送も石油輸送やコンテナ輸送など一部の輸送に特化して行く時代を迎えた。これにより横浜臨港線の輸送も衰退していくことになった。
先に信号場化されていた東横浜信号場との間では、1981年（昭和56年）1月29日に上り線の線路が切断されて単線化され、翌1月30日東横浜信号場が廃止となった。さらに1982年（昭和57年）11月15日に横浜港駅も廃止となり、横浜港信号場となった。山下埠頭への貨物輸送のみが継続されていたが、この輸送も1986年（昭和61年）11月1日に廃止となり、高島信号場より南の路線が全廃となった。ただし、書類手続き上は横浜港信号場までの旅客営業が残存しており、翌1987年（昭和62年）3月31日の国鉄最後の日に書類上の処理が行われて旅客営業も正式に廃止となっている。
廃止後は横浜みなとみらい21計画にしたがって跡地の開発がすすめられた。一方、市制100周年・開港130周年を記念して1989年（平成元年）に行われた横浜博覧会の会場ともなり、この際にまだ線路の残されていた横浜港駅付近の臨港線を利用してレトロ気動車の運行が行われた。
博覧会終了後は、1996年（平成8年）7月20日に旧旅客ホームが復元・保存されて赤レンガパーク内で一般公開された。このホームは、長さ55mほどが残されて、Y字の屋根柱は新製されたものである。1997年（平成9年）7月19日には、旧東横浜駅から横浜港駅へ通じる線路を通していた細長い人工島とその間に架かる3つの橋の遊歩道としての整備が完了して一般に公開され、汽車道となった。また、2000年（平成12年）には山下埠頭までの貨物線のうち山下公園内の区間の撤去が完了し、2002年（平成14年）3月2日には新港橋梁から山下公園までの区間が遊歩道として整備され山下臨港線プロムナードとして公開された。2001年（平成13年）には「横浜トリエンナーレ2001」にてオノ・ヨーコのアート作品『貨物車(Freight Train)』がすぐ横の元•軌道上にて展示され、その後市民団体によって2002年（平成14年）7月15日まで展示された。

### 年表
- 1910年（明治43年）8月15日：臨時に旅客列車に供用[1]。
- 1911年（明治44年）9月1日：横浜 - 横浜港荷扱所間開通に伴い横浜港荷扱所として開設[1]。
- 1915年（大正4年）
  - 8月15日：初代横浜駅が桜木町駅に改称し、隣接駅が桜木町駅となる。
  - 12月30日：桜木町駅の貨物扱い施設が東横浜駅として分離独立、隣接駅が東横浜駅となる。
- 1920年（大正9年）7月23日：横浜港駅に昇格、旅客扱いを開始しボート・トレインの運行が始まる[1]。
- 1965年（昭和40年）7月1日：横浜港 - 山下埠頭間開通[28]。
- 1974年（昭和49年）10月1日：営業範囲が、以下に限定した「旅客、小荷物、車扱貨物」となる[1][29]。
  1. 東京駅-横浜港駅間に運転する汽船連絡列車による旅客
  2. 輸出入に係る小荷物および車扱貨物（危険品を除く）・在日米軍車扱貨物
- 1976年（昭和51年）4月1日：営業範囲が、以下に限定した「旅客、車扱貨物」となる[1][30]。
  1. 東京駅-横浜港駅間に運転する汽船連絡列車による旅客
  2. 車扱貨物（危険品を除く）・在日米軍車扱貨物
- 1979年（昭和54年）10月1日：東横浜駅が廃止[31]、東横浜信号場に変更。
- 1981年（昭和56年）
  - 1月29日：東横浜信号場 - 横浜港間単線化。
  - 1月30日：東横浜信号場廃止、隣接駅が高島駅となる。
- 1982年（昭和57年）11月15日：横浜港駅が廃止となる[1][32]。横浜港信号場がその位置に設置される[1]。
- 1986年（昭和61年）11月1日：山下埠頭への輸送が終了し[33]、横浜港信号場廃止[1]。ただし、旅客輸送が書類上残存する[1]。
- 1987年（昭和62年）3月31日：高島駅（同日、高島信号場から再昇格） - 横浜港信号場間の書類上の旅客営業が正式に廃止[1][34]。

## 駅構造

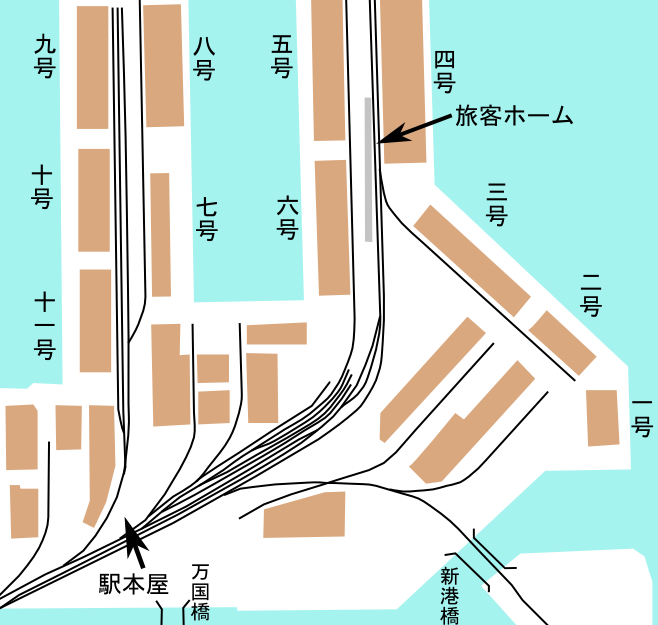
1959年（昭和34年）頃の新港埠頭・横浜港駅構内図、図の左下が東横浜駅に通じる、現在の汽車道、右下方向が後に山下埠頭へ通じる

東横浜駅から港一号橋梁 - 港三号橋梁を通じて新港埠頭へ西側から線路が通じ、万国橋の前のあたりに駅本屋や信号扱所が置かれていた。2本の突堤にある岸壁や倉庫の前まで分岐して線路が引き込まれる構造となっていた。旅客ホームは四号岸壁の上屋沿いに設けられており、駅本屋からは約400m離れていた。駅本屋近くで分岐して新港橋を渡って税関構内へ引き込まれる線路があり、1965年（昭和40年）にこの線路から延長されて山下埠頭駅までが開通した。

## 利用状況
| 年度   | 年間貨物取扱量 | 年間貨物取扱量 |
| 年度   | 発送（千トン） | 到着（千トン） |
| ------ | -------------- | -------------- |
| 1966年 | 331            | 147            |
| 1967年 | 263            | 125            |
| 1968年 | 212            | 133            |
| 1969年 | 223            | 133            |
| 1970年 | 186            | 96             |
| 1971年 | 147            | 89             |
| 1972年 | 126            | 85             |
| 1973年 | 129            | 65             |
| 1974年 | 109            | 87             |
| 1975年 | 82             | 68             |
| 1976年 | 104            | 68             |
| 1977年 | 93             | 75             |
| 1978年 | 76             | 75             |
| 1979年 | 56             | 90             |
| 1980年 | 38             | 75             |
| 1981年 | 29             | 66             |

## 隣の駅
日本国有鉄道
東海道本線貨物支線（横浜臨港線）
高島駅 - 東横浜駅 - 横浜港駅 - 山下埠頭駅
東横浜駅は1979年10月1日に廃止され東横浜信号場となり、これも1981年1月30日廃止。

### 書籍
- 『停車場変遷大事典 国鉄・JR編』（初版）JTB、1998年10月1日。
- 野田正穂・原田勝正・青木栄一・老川慶喜 編『神奈川の鉄道 1872-1996』（第1版）日本経済評論社、1996年9月10日。ISBN 4-8188-0830-X。
- 長谷川弘和『横浜の鉄道物語』（初版）JTBパブリッシング、2004年11月1日。ISBN 4-533-05622-9。
- 河原匡喜『連合軍専用列車の時代』（第2刷）光人社、2000年6月8日。ISBN 4-7698-0954-9。
- 横浜市港湾局 編『横浜港臨港鉄道調査』横浜市港湾局、1983年。

### 雑誌記事・論文
- 長谷川弘和「横浜臨港線の軌跡」『レイル』第27号、エリエイ出版部プレス・アイゼンバーン、1990年4月23日、13 - 30頁。
- 長谷川弘和「横浜港の貨物線ものがたり」『鉄道ピクトリアル』第634号、電気車研究会、1997年3月、48 - 54頁。
- 山田亮「横浜臨港線の歴史と現状」『鉄道ピクトリアル』第714号、電気車研究会、2002年3月、41 - 49頁。
- 丹羽鋤彦「横浜税関海陸連絡設備」（PDF）『土木学会誌』第4巻第3号、1918年6月、487 - 648頁。